# Volkskammerverkiezingen 1976
De Volkskammerverkiezingen van 1976 vonden op 17 oktober 1976 in de Duitse Democratische Republiek gehouden. Het waren de zevende landelijke verkiezingen in de DDR.
Volgens de officiële opgave bracht 99,86% van de stemgerechtigden hun stem uit op de kieslijst van de door de communistische Socialistische Eenheidspartij van Duitsland (Sozialistische Einheitspartei Deutschlands, SED) gedomineerde Nationaal Front (Nationale Front, NF).

## Uitslag
| Partij/massaorganisatie                                                                    | zetels | naar partijlidmaatschap |
| ------------------------------------------------------------------------------------------ | ------ | ----------------------- |
| Socialistische Eenheidspartij van Duitsland (Sozialistische Einheitspartei Deutschlands)   | 127    | 284                     |
| Democratische Boerenpartij van Duitsland (Demokratischer Bauernpartei Deutschlands)        | 52     | 52                      |
| Christelijk-Democratische Unie van Duitsland (Christlich-Demokratische Union Deutschlands) | 52     | 54                      |
| Liberaal-Democratische Partij van Duitsland (Liberal-Demokratische Partei Deutschlands)    | 52     | 53                      |
| Nationaal-Democratische Partij van Duitsland (National-Demokratische Partei Deutschlands)  | 52     | 53                      |
| Vrije Duitse Vakvereniging (Freier Deutscher Gewerkschaftsbund)                            | 68     | -                       |
| Democratische Vrouwenbond van Duitsland (Demokratischer Frauenbund Deutschlands)           | 35     | -                       |
| Vrije Duitse Jeugd (Freie Deutsche Jugend)                                                 | 40     | -                       |
| Cultuurbond (Kulturbund)                                                                   | 22     | -                       |
| Totaal                                                                                     | 500    | 500                     |

## Presidium
- Voorzitter van de Volkskammer
Horst Sindermann (SED)
- Plaatsvervanger van de voorzitter van de Volkskammer
Friedrich Ebert gestorven in 1979 (SED)
Gerald Götting vanaf 1979 (CDUD)
- Leden van het Presidium
Wolfgang Heyl (CDUD)
Erich Mückenberger (SED)
Wilhelmine Schirmer-Pröscher (DFD)
Heinz Eichler (SED)
Karl-Heinz Schulmeister (Kulturbund)
Willi-Peter Konzok (LDPD)
Wolfgang Rösser (NDPD)
Egon Krenz (FDJ)
Hans Rietz (DBD)
Johanna Töpfer (FDGB)

## Fractievoorzitters
- SED: Friedrich Ebert overleden in 1979
Erich Mückenberger vanaf 1979
- DBD: Leonard Helmschrott
- CDUD: Wolfgang Heyl
- LDPD: Rudolf Agsten
- NDPD: Siegfried Dallmann
- FDGB: Hans Jendretzky (SED)
- DFD: Katharina Kern (SED)
- FDJ: Günter Böhme (SED)
- Kulturbund: Karl-Heinz Schulmeister (SED)

## Verwijzing
1. ↑  Het gaat hier om het lidmaatschap van een partij van leden van de massaorganisaties van het NF